# Australian Touring Car Championship 1995
Sezon 1995 w Australian Touring Car Championship był 36. sezonem Australijskich Mistrzostw Samochodów Turystycznych. Rozpoczął się on 5 lutego na torze Sandown International Raceway a zakończył 6 sierpnia wyścigami na torze Oran Park Raceway.
Sezon składał się z dziesięciu rund po dwa wyścigi. Tytuł mistrzowski zdobył John Bowe.

## Lista startowa
| Zespół                                           | Samochód                                | Nr   | Kierowcy                |
| ------------------------------------------------ | --------------------------------------- | ---- | ----------------------- |
| Gibson Motor Sport (Winfield Racing)             | Holden VR Commodore                     | 1    | Mark Skaife             |
| Gibson Motor Sport (Winfield Racing)             | Holden VR Commodore                     | 2    | Jim Richards            |
| Lansvale Racing Team                             | Holden VP Commodore                     | 3    | Trevor Ashby Steve Reed |
| Wayne Gardner Racing                             | Holden VR Commodore                     | 4    | Wayne Gardner           |
| Wayne Gardner Racing                             | Holden VR Commodore                     | 7    | Neil Crompton           |
| Holden Racing Team                               | Holden VR Commodore                     | 05   | Peter Brock             |
| Holden Racing Team                               | Holden VR Commodore                     | 015  | Tomas Mezera            |
| Pinnacle Motorsport                              | Holden VP Commodore Holden VR Commodore | 6    | Allan Grice             |
| Pinnacle Motorsport                              | Holden VP Commodore Holden VR Commodore | 6/21 | Tony Scott              |
| Glenn Seton Racing (Peter Jackson Racing)        | Ford EF Falcon                          | 6    | Allan Grice             |
| Glenn Seton Racing (Peter Jackson Racing)        | Ford EF Falcon                          | 30   | Glenn Seton             |
| Glenn Seton Racing (Peter Jackson Racing)        | Ford EB Falcon Ford EF Falcon           | 35   | Alan Jones              |
| Larkham Motor Sport                              | Ford EF Falcon                          | 10   | Mark Larkham            |
| Perkins Engineering (Castrol Perkins Motorsport) | Holden VR Commodore                     | 11   | Larry Perkins           |
| Perkins Engineering (Castrol Perkins Motorsport) | Holden VP Commodore                     | 12   | Greg Crick              |
| Phil Ward Racing                                 | Holden VP Commodore Holden VR Commodore | 13   | Phil Ward               |
| Dick Johnson Racing                              | Ford EF Falcon                          | 17   | Dick Johnson            |
| Dick Johnson Racing                              | Ford EF Falcon                          | 18   | John Bowe               |
| Dick Johnson Racing                              | Ford EF Falcon                          | 19   | Steven Johnson          |
| Palmer Promotions                                | Holden VR Commodore                     | 20   | Ian Palmer              |
| Romano Racing                                    | Holden VP Commodore                     | 24   | Paul Romano             |
| Tony Longhurst Racing                            | Ford EF Falcon                          | 25   | Tony Longhurst          |
| Terry Finnigan                                   | Holden VP Commodore                     | 27   | Terry Finnigan          |
| Playscape Racing                                 | Ford EB Falcon                          | 28   | Kevin Waldock           |
| Ian Love                                         | Holden VR Commodore                     | 31   | Ian Love                |
| Pro-Duct Racing                                  | Holden VP Commodore                     | 33   | Bob Pearson             |
| Claude Giorgi                                    | Ford EB Falcon                          | 34   | Claude Giorgi           |
| Schembri Motorsport                              | Holden VP Commodore                     | 36   | Neil Schembri           |
| Schembri Motorsport                              | Holden VP Commodore                     | 46   | Greg Young              |
| Scotty Taylor Racing                             | Holden VP Commodore                     | 37   | Bill Attard Alan Taylor |
| James Rosenberg Racing                           | Holden VP Commodore                     | 38   | Mark Poole              |
| Challenge Motorsport                             | Holden VR Commodore                     | 39   | Chris Smerdon           |
| Group Motorsport                                 | Holden VP Commodore                     | 40   | George Ayoub            |
| Gary Willmington Performance                     | Ford EB Falcon                          | 41   | Garry Willmington       |
| Daily Planet Racing                              | Ford EB Falcon                          | 47   | John Trimbole           |
| Alcair Racing                                    | Holden VP Commodore                     | 49   | David Attard            |
| Truckie Parsons                                  | Holden VP Commodore                     | 55   | David „Truckie” Parsons |
| Novacastrian Motorsport                          | Holden VP Commodore                     | 62   | Wayne Russell           |
| PACE Racing                                      | Holden VP Commodore                     | 74   | Kevin Heffernan         |
| Barbagallo Motorsport                            | Holden VR Commodore                     | 77   | Alf Barbagallo          |
| Bill O’Brien                                     | Holden VL Commodore SS Group A SV       | 88   | Bill O’Brien            |
| Allan McCarthy                                   | Holden VR Commodore                     | 96   | Allan McCarthy          |

## Kalendarz
| Runda | Tor                               | Data           | Zwycięzca     | Zwycięzca    | Zwycięzca  | Zwycięzca | Zwycięzca           | Zwycięzca |
| Runda | Tor                               | Data           | rundy         | kwalifikacji | wyścigu 1  | wyścigu 2 | Zespół              |           |
| ----- | --------------------------------- | -------------- | ------------- | ------------ | ---------- | --------- | ------------------- | --------- |
| 1     | Sandown International Raceway     | 3-5 lutego     | Larry Perkins | J. Bowe      | L. Perkins | J. Bowe   | Perkins Engineering |           |
| 2     | Symmons Plains Raceway            | 24-26 lutego   | John Bowe     | J. Bowe      | J. Bowe    | P. Brock  | Dick Johnson Racing |           |
| 3     | Mount Panorama Circuit            | 10-12 marca    | John Bowe     | J. Bowe      | D. Johnson | M. Skaife | Dick Johnson Racing |           |
| 4     | Phillip Island Grand Prix Circuit | 7-9 kwietnia   | Glenn Seton   | G. Seton     | P. Brock   | G. Seton  | Glenn Seton Racing  |           |
| 5     | Lakeside International Raceway    | 21-23 kwietnia | Glenn Seton   | J. Bowe      | J. Bowe    | G. Seton  | Glenn Seton Racing  |           |
| 6     | Winton Motor Raceway              | 19–21 maja     | John Bowe     | J. Bowe      | J. Bowe    | J. Bowe   | Dick Johnson Racing |           |
| 7     | Eastern Creek Raceway             | 26-28 maja     | Mark Skaife   | J. Bowe      | G. Seton   | M. Skaife | Gibson Motor Sport  |           |
| 8     | Mallala Motor Sport Park          | 7-9 lipca      | Glenn Seton   | J. Bowe      | G. Seton   | G. Seton  | Glenn Seton Racing  |           |
| 9     | Barbagallo Raceway                | 14-16 lipca    | Glenn Seton   | P. Brock     | G. Seton   | G. Seton  | Glenn Seton Racing  |           |
| 10    | Oran Park Raceway                 | 4-6 sierpnia   | John Bowe     | J. Bowe      | J. Bowe    | J. Bowe   | Dick Johnson Racing |           |

### Wyniki i klasyfikacja
| Miejsce | Kierowca       | SAN | SYM | BAT | PHI | LAK | WIN | EAS | MAL | BAR | ORA | Suma punktów |
| ------- | -------------- | --- | --- | --- | --- | --- | --- | --- | --- | --- | --- | ------------ |
| 1       | John Bowe      | 30  | 39  | 35  | 20  | 38  | 40  | 22  | 32  | 16  | 42  | 314          |
| 2       | Glenn Seton    | 4   | 14  | 24  | 31  | 40  | 32  | 20  | 43  | 46  | 33  | 287          |
| 3       | Peter Brock    | 20  | 32  | 13  | 28  | 32  | 31  | 36  | 32  | 34  | 25  | 283          |
| 4       | Larry Perkins  | 37  | 14  | 28  | 13  | 24  | 8   | 10  | 0   | 30  | 14  | 178          |
| 5       | Tomas Mezera   | 10  | 30  | 20  | 3   | 22  | 21  | 7   | 18  | 20  | 12  | 163          |
| 6       | Mark Skaife    |     | 2   | 32  | 8   | 15  | 6   | 39  | 13  | 18  | 12  | 145          |
| 7       | Dick Johnson   | 18  | 4   | 27  | 10  | 13  | 8   | 2   | 26  | 10  | 17  | 135          |
| 8       | Alan Jones     | 0   | 10  | 12  | 24  | NU  | 20  | 33  | 15  | 7   | 12  | 133          |
| 9       | Wayne Gardner  | 30  | 14  | 4   | 4.5 | 5   | 7   | 16  | 0   | 4   | 3   | 87.5         |
| 10      | Neil Crompton  | 10  | 20  | 3   | 3   | 1   | 14  | 18  | 0   | 5   | 2   | 76           |
| 11      | Tony Longhurst | 8   | 8   | 6   | 9   | 10  | 3   | 2   | 4   | 11  | 6   | 67           |
| 12      | Jim Richards   | 17  | 6   | NS  | 0   | 2   | 4   | 8   | 10  | 12  | NU  | 59           |
| 13      | Allan Grice    | 1   |     |     |     | 2   |     | NS  |     |     | 14  | 17           |
| 14      | Trevor Ashby   |     |     | 1   | 6   | 1   | 0   |     |     |     |     | 8            |
| 15      | Mark Poole     | 4   |     | 0   | NU  |     |     |     | 3   |     |     | 7            |
| 16      | Paul Romano    | 0   | 0   | 0   | 2   | NU  | 0   | NU  | 4   | 0   | NU  | 6            |
| 17      | Greg Crick     | 6   | 0   |     |     |     |     |     |     |     |     | 6            |
| 18      | David Attard   | 0   | 4   | 0   | 0   | 0   | 0   | NU  | NU  | 1   | 1   | 6            |
| 19      | Chris Smerdon  | 2   |     |     | NU  |     |     |     | 1   |     |     | 3            |
| 20      | Tony Scott     |     |     |     | 2   |     |     |     |     |     | 0   | 2            |
| 21      | Phil Ward      |     |     | 1   |     | NU  |     | 0   |     |     |     | 1            |
| 22      | John Trimbole  | 0   | 1   | NU  | NU  | 0   | NU  | 0   | 0   | NS  |     | 1            |
| Miejsce | Kierowca       | SAN | SYM | BAT | PHI | LAK | WIN | EAS | MAL | BAR | ORA | Suma punktów |

| Klucz punktacji         | Klucz punktacji | Klucz punktacji | Klucz punktacji | Klucz punktacji | Klucz punktacji | Klucz punktacji | Klucz punktacji | Klucz punktacji | Klucz punktacji | Klucz punktacji |
| Miejsce                 | 1               | 2               | 3               | 4               | 5               | 6               | 7               | 8               | 9               | 10              |
| ----------------------- | --------------- | --------------- | --------------- | --------------- | --------------- | --------------- | --------------- | --------------- | --------------- | --------------- |
| wyścig Dash for Cash    | 3               | 2               | 1               | 0               | 0               | 0               | 0               | 0               | 0               | 0               |
| wyścig pierwszy i drugi | 20              | 16              | 14              | 12              | 10              | 8               | 6               | 4               | 2               | 1               |

Pozycje startowe w pierwszym wyścigu ustalane były każdorazowo poprzez kwalifikacje, a najlepsza dziesiątka kwalifikacji rywalizowała dodatkowo między sobą w krótkim wyścigu nazywanym Dash for Cash (lub PJ Dash), w którym kierowcy mogli zdobyć dodatkowe punkty do klasyfikacji za pierwsze trzy miejsca oraz za zyskane pozycje w tym wyścigu. Wyniki pierwszego wyścigu były jednocześnie pozycjami startowymi w drugim wyścigu.
Miejsce zajęte w danej rundzie określano poprzez zsumowanie wszystkich punktów zdobytych podczas danej rundy. W przypadku takiej samej liczby punktów u kierowców wyższe miejsce zajmował ten który zajął wyższą pozycję w drugim wyścigu.